# Talggenköpfe
Talggenköpfe är ett berg i Österrike.   Det ligger i distriktet Schwaz och förbundslandet Tyrolen, i den västra delen av landet. Toppen på Talggenköpfe är 3 179 meter över havet.
Den högsta punkten i närheten är Großer Greiner, 3 201 meter över havet, nordväst om Talggenköpfe. Närmaste större samhälle på Österrikes sida är Mayrhofen, 18,8 km norr om Talggenköpfe. 
Trakten runt Talggenköpfe består i huvudsak av alpin tundra och kala bergstoppar.